# Dobelice
Dobelice (en allemand : Dobelitz) est une commune du district de Znojmo, dans la région de Moravie-du-Sud, en République tchèque. Sa population s'élevait à 264 habitants en 2020.

## Géographie
Dobelice se trouve à 5 km au sud-ouest de Moravský Krumlov, à 25 km au nord-est de Znojmo, à 32 km au sud-ouest de Brno et à 178 km au sud-est de Prague.
La commune est limitée par Rybníky au nord, par Petrovice à l'est et au sud, et par Vémyslice à l'ouest.

## Histoire
La première mention écrite du village date de 1260.